# 패티 하이두
퍼트리샤 A. 하이두(Patricia A. Hajdu, Patty Hajdu, /ˈhaɪduː/ 1966년 11월 3일~)는 캐나다의 정치인으로, 2025년 5월 13일부터 고용사회개발부의 장관직인 고용가족 장관으로 재직 중이다. 이전에는 2021년 10월 26일부터 2025년 5월 13일까지 원주민서비스부 장관을 역임했다. 자유당 소속으로, 현재 선더베이-수피리어 노스의 국회의원으로도 활동하고 있다. 이전에는 여성 및 성평등부의 장관직인 여성지위 장관, 고용인력개발노동부 장관, 보건부의 장관직인 보건 장관을 역임했다.

## 초기 생활 및 교육
몬트리올에서 태어난 하이두는 어린 시절을 미국 치솜, 미네소타에서 오빠 션 패트릭 하이두(1969-2003)와 함께 이모와 삼촌 밑에서 자랐다. 그녀의 헝가리식 성은 양아버지에게서 유래했다.
12살 때, 하이두는 어머니와 함께 살기 위해 선더베이로 이사했다. 파란만장한 관계로 인해, 그녀는 고등학교를 마치면서 16세에 독립하여 혼자 살게 되었다. 졸업 후, 그녀는 선더베이에서 고용 보험 이니셔티브를 통해 비영리 성인 문해 그룹에서 그래픽 디자인 교육을 받으며 직업을 얻었다.
하이두는 이후 레이크헤드 대학교에 진학하여 인류학 학사 학위를 받았다. 2015년에는 빅토리아 대학교에서 행정학 석사 학위를 받았다.

## 경력
하이두는 주로 유해 방지, 노숙인 문제, 약물 남용 예방 분야에서 일했으며, 선더베이 지역 보건국의 약물 인식 위원회에서 9년 동안 위원장을 지냈다. 또한 마케팅 분야에서 크리에이티브 디렉터 및 그래픽 디자이너로도 일했다. 2015년 선출 전에는 도시 최대 노숙인 쉼터인 셸터 하우스의 전무이사였다.
2015년 11월 4일, 그녀는 쥐스탱 트뤼도 총리가 이끄는 연방 내각의 여성지위 장관으로 임명되었다. 이 직책에서 그녀는 2016년 7월에 캐나다의 성 기반 폭력 전략 개발을 돕기 위한 자문 위원회를 소집했다. 그녀는 2017년 1월 10일 고용, 인력 개발 및 노동부 장관으로 취임했다.
2018년 10월 29일, 하이두 장관은 여성 지위부 장관 마리암 몬세프 및 재무부 장관 겸 디지털 정부 장관 스콧 브리슨과 함께 연방 규제 사업장을 위한 선제적 임금 평등 법안을 발의했다.
하이두는 2019년 연방 선거 이후 트뤼도 정부의 보건부 장관으로 자리를 옮겼다.
2020년부터 2021년까지 보건부 장관으로 재직하면서 하이두는 캐나다 보건부와 캐나다 공중 보건국을 감독했는데, 이들은 캐나다 정부의 코로나19 범유행 대응을 조율하는 주요 기관이었다.
2020년 3월 25일, 하이두는 상원에 자정부터 검역법을 발동할 것이라고 알렸는데, 이는 모든 귀국 여행객(필수 근로자 제외)이 14일간 자가 격리를 의무화하고, 증상이 있는 사람은 자가 격리 장소로 이동하기 위해 대중교통을 이용하는 것을 금지하며, 취약 계층(기존 질환자 및 고령자)과 접촉할 수 있는 환경에서의 자가 격리를 금지하는 내용이었다.
2021년 10월, 하이두는 보건부 장관직을 떠나 2021년 연방 선거 이후 원주민 서비스부 장관으로 자리를 옮겼다.

## 개인 생활
하이두는 성인인 두 아들의 어머니이다.